# Малое Рябцево
Малое Рябцево — деревня в Селижаровском муниципальном округе Тверской области.

## География
Находится в западной части Тверской области на расстоянии приблизительно 18 км на юго-восток по прямой от административного центра округа поселка Селижарово недалеко от правого берега Волги.

## История
Деревня была показана ещё на карте 1825 года. В 1859 году здесь (деревня Осташковского уезда Тверской губернии) было учтено 12 дворов, в 1939 — 37. До 2020 года входила в состав Оковецкого сельского поселения Селижаровского района до их упразднения.

## Население
Численность населения: 102 человека (1859 год), 5 (русские 100 %) в 2002 году, 0 в 2010.